# ازناوله (بوئین میاندشت)
ازناوله، روستایی از توابع بخش مرکزی شهرستان بوئین میاندشت در استان اصفهان ایران است. 

## جمعیت
این روستا در دهستان ییلاق قرار دارد و براساس سرشماری مرکز آمار ایران در سال ۱۳۸۵، جمعیت آن 21 نفر (۵خانوار) بوده‌است.
مردم ان به گویش بختیاری تکلم می کنند.